# Нова Весь-Вроцлавська
Нова Весь-Вроцлавська (пол. Nowa Wieś Wrocławska, нім. Neudorf) — село в Польщі, у гміні Конти-Вроцлавські Вроцлавського повіту Нижньосілезького воєводства.
Населення — 291 особа (2011).
У 1975-1998 роках село належало до Вроцлавського воєводства.

## Демографія
Демографічна структура станом на 31 березня 2011 року:
|          | Загалом | Допрацездатний вік | Працездатний вік | Постпрацездатний вік |
| -------- | ------- | ------------------ | ---------------- | -------------------- |
| Чоловіки | 150     | 29                 | 105              | 16                   |
| Жінки    | 141     | 25                 | 82               | 34                   |
| Разом    | 291     | 54                 | 187              | 50                   |